# Mateja Šimic
Mateja Šimic (Ljubljana, 11 de março de 1980) é uma triatleta profissional eslovena.

## Carreira
Šimic competiu no ITU World Triathlon Series e disputou os Jogos de Londres 2012, ficando em 37º lugar.